# Wangjia Dahu
Wangjia Dahu är en sjö i Kina. Den ligger i provinsen Hubei, i den centrala delen av landet, omkring 240 kilometer väster om provinshuvudstaden Wuhan. Wangjia Dahu ligger 30 meter över havet. Arean är 6,0 kvadratkilometer. Trakten runt Wangjia Dahu består till största delen av jordbruksmark. Den sträcker sig 2,9 kilometer i nord-sydlig riktning, och 3,8 kilometer i öst-västlig riktning.
Genomsnittlig årsnederbörd är 1 565 millimeter. Den regnigaste månaden är maj, med i genomsnitt 222 mm nederbörd, och den torraste är december, med 22 mm nederbörd.